# Xavier Marmier
Xavier Marmier (Pontarlier, 22 de junio de 1808 - París, 12 de octubre de 1892) fue un autor francés nacido en Pontarlier, en el departamento de Doubs. Tenía una pasión por los viajes, y eso se combinó a través de su vida con sus producciones de literatura.
Después de viajar a Suiza, Bélgica y a los Países Bajos, lo unieron en 1835 a la expedición ártica del Recherche; y después de un par de años en Rennes como profesor de literatura extranjera, visitó Rusia (1842), Siria (1845), Argelia (1846), de 1848 a 1849 Norteamérica y Suramérica, y los volúmenes numerosos de su pluma eran el resultado. En 1870 lo eligieron para la academia (asiento 31), y estuvo por muchos años identificado prominentemente con la biblioteca de Sainte-Geneviève. Hizo mucho para animar el estudio de la literatura escandinava en Francia, publicando traducciones de Holberg, de Oehlenschlager y de otros. En 1870 fue nombrado Miembro de la Academia Francesa de Letras, prosiguiendo su labor literaria de forma incansable, hasta su muerte, en París, en 1892.  

## Trabajos
- 1833: Pierre, ou les suites de l'ignorance
- 1833-1837: Choix de paraboles de Krummacher, 2 vol.
- 1837: Lettres sur l'Islande
- 1838: Langue et littérature islandaises. Histoire de l'Islande depuis sa découverte jusqu'à nos jours
- 1839: Histoire de la littérature en Danemark et en Suède
- 1840: Lettres sur le Nord, 2 vol.
- 1841: Souvenirs de voyages et traditions populaires
- 1842: Chants populaires du Nord. Lettres sur la Hollande
- 1844: Poésies d'un voyageur. Relation des voyages de la commission scientifique du Nord, 2 vol.
- 1845: Nouveaux souvenirs de voyages en Franche-Comté
- 1847: Du Rhin au Nil, 2 vol. Lettres sur l'Algérie
- 1848: Lettres sur la Russie, la Finlande et la Pologne, 2 vol.
- 1851: Les âmes en peine, contes d'un voyageur. Lettres sur l'Amérique, 2 vol.
- 1852: Les voyageurs nouveaux, 3 vol.
- 1854: Lettres sur l'Adriatique et le Monténégro, 2 vol. Les perce-neige. Du Danube au Caucase
- 1856: Un été au bord de la Baltique. Au bord de la Néva
- 1857: Les quatre âges. Les drames intimes, contes russes
- 1858: Les fiancés de Spitzberg. La forêt noire
- 1858-1859: Voyage pittoresque en Allemagne, 2 vol.
- 1859: En Amérique et en Europe
- 1860: Gazida. Histoires allemandes et scandinaves
- 1861: Voyage en Suisse
- 1862: Hélène et Suzanne. Voyages et littérature
- 1863: En Alsace : l'avare et son trésor
- 1864: En chemin de fer. Nouvelles de l'Est et de l'Ouest. Les mémoires d'un orphelin. Le roman d'un héritier
- 1866: Histoire d'un pauvre musicien
- 1867: De l'Est à l'Ouest, voyages et littérature
- 1868: Les drames du cœur. Les hasards,contes de la vie
- 1873: Impressions et souvenirs d'un voyageur chrétien. Robert Bruce : comment on reconquiert un royaume
- 1874: Les États-Unis et le Canada. Récits américains. Trois jours de la vie d'une reine
- 1876: La vie dans la maison. En pays lointains
- 1879: Nouveaux récits de voyages
- 1880: Antonia
- 1882: Légendes des plantes et des oiseaux
- 1883: À la maison. Études et souvenirs
- 1884: En Franche-Comté. Le succès par la persévérance
- 1885: Passé et présent. Récits de voyage
- 1889: À travers les tropiques
- 1890: Au Sud et au Nord. Prose et vers